# Општина Санта Лусија дел Камино (Оахака)
Санта Лусија дел Камино (шп. Santa Lucía del Camino) општина је у Мексику у савезној држави Оахака. Општина се налази на надморској висини од 1540 м.

## Становништво
Према подацима из 2010. у општини је живело 47356 становника.

### Хронологија
| Година       | 2000                  | 2005                  | 2010                  |
| ------------ | --------------------- | --------------------- | --------------------- |
| Становништво | 44364 (21574 / 22790) | 45752 (22290 / 23462) | 47356 (22857 / 24499) |

### Попис
| \| \| м \| \| \| ж \| \| 0—2 \| 1.251 \| \| \| 1.171 \| \| 3—5 \| 1.310 \| \| \| 1.182 \| \| 6—11 \| 2.306 \| \| \| 2.308 \| \| 12—14 \| 1.160 \| \| \| 1.071 \| \| 15—17 \| 1.226 \| \| \| 1.282 \| \| 18—24 \| 3.354 \| \| \| 3.552 \| \| 60+ \| 1.677 \| \| \| 2.104 \| \| Просек : \| 29,6 \| \| \| 30,9 \| |       |  |  |       |
| |       |  |  |       |
| | м     |  |  | ж     |
| 0—2 | 1.251 |  |  | 1.171 |
| 3—5 | 1.310 |  |  | 1.182 |
| 6—11 | 2.306 |  |  | 2.308 |
| 12—14 | 1.160 |  |  | 1.071 |
| 15—17 | 1.226 |  |  | 1.282 |
| 18—24 | 3.354 |  |  | 3.552 |
| 60+ | 1.677 |  |  | 2.104 |
| Просек : | 29,6  |  |  | 30,9  |

| #   | Индикатор                                                                                        | Вредност |
| --- | ------------------------------------------------------------------------------------------------ | -------- |
| 1   | Становништво од 0 до 2 године                                                                    | 2422     |
| 2   | Мушко становништво од 0 до 2 године                                                              | 1251     |
| 3   | Женско становништво од 0 до 2 године                                                             | 1171     |
| 4   | Становништво са 3 и више година                                                                  | 44416    |
| 5   | Мушко становништво са 3 и више година                                                            | 21348    |
| 6   | Женско становништво са 3 и више година                                                           | 23068    |
| 7   | Становништво са 5 и више година                                                                  | 42762    |
| 8   | Мушко становништво са 5 и више година                                                            | 20474    |
| 9   | Женско становништво са 5 и више година                                                           | 22288    |
| 10  | Становништво са 12 и више година                                                                 | 37310    |
| 11  | Мушко становништво са 12 и више година                                                           | 17732    |
| 12  | Женско становништво са 12 и више година                                                          | 19578    |
| 13  | Становништво са 15 и више година                                                                 | 35079    |
| 14  | Мушко становништво са 15 и више година                                                           | 16572    |
| 15  | Женско становништво са 15 и више година                                                          | 18507    |
| 16  | Становништво са 18 и више година                                                                 | 32571    |
| 17  | Мушко становништво са 18 и више година                                                           | 15346    |
| 18  | Женско становништво са 18 и више година                                                          | 17225    |
| 19  | Становништво од 3 до 5 година                                                                    | 2492     |
| 20  | Мушко становништво од 3 до 5 година                                                              | 1310     |
| 21  | Женско становништво од 3 до 5 година                                                             | 1182     |
| 22  | Становништво од 6 до 11 година                                                                   | 4614     |
| 23  | Мушко становништво од 6 до 11 година                                                             | 2306     |
| 24  | Женско становништво од 6 до 11 година                                                            | 2308     |
| 25  | Становништво од 8 до 14 година                                                                   | 5232     |
| 26  | Мушко становништво од 8 до 14 година                                                             | 2684     |
| 27  | Женско становништво од 8 до 14 година                                                            | 2548     |
| 28  | Становништво од 12 до 14 година                                                                  | 2231     |
| 29  | Мушко становништво од 12 до 14 година                                                            | 1160     |
| 30  | Женско становништво од 12 до 14 година                                                           | 1071     |
| 31  | Становништво од 15 до 17 година                                                                  | 2508     |
| 32  | Мушко становништво од 15 до 17 година                                                            | 1226     |
| 33  | Женско становништво од 15 до 17 година                                                           | 1282     |
| 34  | Становништво од 18 до 24 године                                                                  | 6906     |
| 35  | Мушко становништво од 18 до 24 године                                                            | 3354     |
| 36  | Женско становништво од 18 до 24 године                                                           | 3552     |
| 37  | Женско становништво од 15 до 49 година                                                           | 14374    |
| 38  | Становништво са 60 и више година                                                                 | 3781     |
| 39  | Мушко становништво са 60 и више година                                                           | 1677     |
| 40  | Женско становништво са 60 и више година                                                          | 2104     |
| 41  | Однос између мушкараца и жена                                                                    | 93.3     |
| 42  | Становништво од нуле до 14 година                                                                | 11759    |
| 43  | Становништво од 15 до 64 године                                                                  | 32537    |
| 44  | Становништво од 65 година и више                                                                 | 2542     |
| 45  | Просечан број деце                                                                               | 1.83     |
| 46  | Становништво рођено у ентитету                                                                   | 41890    |
| 47  | Мушко становништво рођено у ентитету                                                             | 20117    |
| 48  | Женско становништво рођено у ентитету                                                            | 21773    |
| 49  | Становништво рођено у другом ентитету                                                            | 4704     |
| 50  | Мушко становништво рођено у другом ентитету                                                      | 2368     |
| 51  | Женско становништво рођено у другом ентитету                                                     | 2336     |
| 52  | Становништво од 5 година и више резидентно у ентитету у јуну 2005. године                        | 40805    |
| 53  | Мушко становништво старосног доба од 5 година и више, резидентно у ентитету у јуну 2005. године  | 19365    |
| 54  | Женско становништво старосног доба од 5 и више година, резидентно у ентитету у јуну 2005. године | 21440    |
| 55  | Становништво од 5 година и више које је живело у другом ентитету у јуну 2005. године             | 1480     |
| 56  | Мушко становништво старије од 5 година које је живело у другом ентитету у јуну 2005. године      | 821      |
| 57  | Женско становништво старије од 5 година које је живело у другом ентитету у јуну 2005. године     | 659      |
| 58  | Становништво од 3 године и више које говори аутохтони језик                                      | 5958     |
| 59  | Мушко становништво старо 3 године и више које говори аутохтони језик                             | 2898     |
| 60  | Женско становништво старо 3 године и више које говори аутохтони језик                            | 3060     |
| 61  | Становништво од 3 године и више које говори аутохтони језик и не говори шпански језик            | 35       |
| 62  | Мушко становништво старо 3 године и више које говори аутохтони језик и не говори шпански         | 15       |
| 63  | Женско становништво старо 3 године и више које говори аутохтони језик и не говори шпански језик  | 20       |
| 64  | Становништво старо 3 године и више које говори аутохтони језик и шпански                         | 5612     |
| 65  | Мушко становништво старо 3 године и више које говори аутохтони језик и шпански                   | 2749     |
| 66  | Женско становништво старо 3 године и више које говори аутохтони језик и шпански                  | 2863     |
| 67  | Становништво од 5 година и више које говори аутохтони језик                                      | 5921     |
| 68  | Становништво од 5 година и више које говори аутохтони језик и не говори шпански језик            | 34       |
| 69  | Становништво од 5 година и више које говори аутохтони језик и говори шпански језик               | 5579     |
| 70  | Становништво у домородачким домаћинствима                                                        | 11541    |
| 71  | Становништво са ограничењима у активностима                                                      | 1200     |
| 72  | Становништво са ограниченим ходањем или кретањем, горе или доле                                  | 577      |
| 73  | Становници са ограничењима вида, чак и уз кориштење сочива                                       | 366      |
| 74  | Становништво са ограничењима говора, комуникације или конверзације                               | 124      |
| 75  | Становништво са ограниченим слухом                                                               | 163      |
| 76  | Становништво са ограничењима при одевању, купању или јелу                                        | 65       |
| 77  | Становништво са ограничењима у опажању или учењу једноставних ствари                             | 51       |
| 78  | Становништво са менталним ограничењима                                                           | 149      |
| 79  | Становништво без ограничења активности                                                           | 45456    |
| 80  | Становништво од 3 до 5 година које не похађа школу                                               | 855      |
| 81  | Мушко становништво од 3 до 5 година које не похађа школу                                         | 460      |
| 82  | Женско становништво од 3 до 5 година које не похађа школу                                        | 395      |
| 83  | Становништво од 6 до 11 година које не похађа школу                                              | 121      |
| 84  | Мушко становништво од 6 до 11 година које не похађа школу                                        | 69       |
| 85  | Женско становништво од 6 до 11 година које не похађа школу                                       | 52       |
| 86  | Становништво од 12 до 14 година које не похађа школу                                             | 113      |
| 87  | Мушко становништво од 12 до 14 година које не похађа школу                                       | 69       |
| 88  | Женско становништво од 12 до 14 година које не похађа школу                                      | 44       |
| 89  | Становништво од 15 до 17 година похађа школу                                                     | 2031     |
| 90  | Мушко становништво од 15 до 17 година похађа школу                                               | 986      |
| 91  | Женско становништво између 15 и 17 година живота у школи                                         | 1045     |
| 92  | Становништво од 18 до 24 године похађа школу                                                     | 3031     |
| 93  | Мушко становништво од 18 до 24 године похађа школу                                               | 1505     |
| 94  | Женско становништво од 18 до 24 године похађа школу                                              | 1526     |
| 95  | Становништво од 8 до 14 година које не може да чита и пише                                       | 90       |
| 96  | Мушко становништво старосног доба од 8 до 14 година које не може да чита и пише                  | 59       |
| 97  | Женско становништво старосног доби од 8 до 14 година које не може да чита и пише                 | 31       |
| 98  | Становништво од 15 година и више које је неписмено                                               | 1344     |
| 99  | Мушко становништво од 15 година и више које је неписмено                                         | 401      |
| 100 | Женско становништво од 15 година и више које је неписмено                                        | 943      |
| 101 | Становништво старо 15 и више година без школовања                                                | 1459     |
| 102 | Мушко становништво старо 15 и више година без школовања                                          | 447      |
| 103 | Женско становништво старо 15 и више година без школовања                                         | 1012     |
| 104 | Становништво старосног доба 15 и више година са непотпуним основним образовањем                  | 2693     |
| 105 | Мушко становништво старосног доба од 15 година и више са непотпуном основним образовањем         | 1133     |
| 106 | Женско становништво старосног доба 15 и више година са непотпуном основним образовањем           | 1560     |
| 107 | Становништво старо 15 и више година са комплетним основним образовањем                           | 4547     |
| 108 | Мушко становништво старо 15 година и више са комплетним основним образовањем                     | 2109     |
| 109 | Женско становништво старо 15 и више година са комплетним основним образовањем                    | 2438     |
| 110 | Становништво старосног доба 15 и више година са непотпуним средњим образовањем                   | 1438     |
| 111 | Мушко становништво старосног доба од 15 година и више са непотпуним средњим образовањем          | 809      |
| 112 | Женско становништво старосног доба од 15 година и више са непотпуним средњим образовањем         | 629      |
| 113 | Становништво старо 15 и више година са пуним секундарном образовањем                             | 6477     |
| 114 | Мушко становништво старосног доба од 15 година и више са пуним секундарном образовањем           | 3264     |
| 115 | Женско становништво старосног доба од 15 година и више са пуним секундарном образовањем          | 3213     |
| 116 | Становништво старије од 18 година са постосновним образовањем                                    | 17322    |
| 117 | Мушко становништво старије од 18 година са постосновним образовањем                              | 8326     |
| 118 | Женско становништво старије од 18 година са постосновним образовањем                             | 8996     |
| 119 | Просечна оцена школовања                                                                         | 10.42    |
| 120 | Просечан ниво образовања мушке популације                                                        | 10.63    |
| 121 | Просечан ниво образовања женског становништва                                                    | 10.23    |
| 122 | Економски активно становништво                                                                   | 22192    |
| 123 | Економски активна мушка популација                                                               | 12917    |
| 124 | Економски активна женска популација                                                              | 9275     |
| 125 | Становништво које није економски активно                                                         | 14992    |
| 126 | Мушко становништво које није економски активно                                                   | 4746     |
| 127 | Женско становништво које није економски активно                                                  | 10246    |
| 128 | Запослено становништво                                                                           | 21677    |
| 129 | Запослено мушко становништво                                                                     | 12578    |
| 130 | Запослено женско становништво                                                                    | 9099     |
| 131 | Незапослена популација                                                                           | 515      |
| 132 | Незапослена мушка популација                                                                     | 339      |
| 133 | Незапослена женска популација                                                                    | 176      |
| 134 | Становништво без права на здравствене услуге                                                     | 16649    |
| 135 | Становништво које има право на здравствене услуге                                                | 30150    |
| 136 | Становништво које има право на ИМСС                                                              | 11917    |
| 137 | Становништво које има право на социјално осигурање                                               | 6047     |
| 138 | Становништво које има право на државно социјално осигурање                                       | 478      |
| 139 | Становништво које има право на опште осигурање или здравствено осигурање за нову генерацију      | 8543     |
| 140 | Становништво које је било једном или није било у браку током 12 година и више                    | 15151    |
| 141 | Венчано или уједињено становништво од 12 година и више                                           | 18870    |
| 142 | Становништво које је било у браку или уједињено 12 година и више                                 | 3249     |
| 143 | Становништво са католичком религијом                                                             | 37978    |
| 144 | Протестанти, еванђелисти и библијски следбеници различити од еванђелиста                         | 5732     |
| 145 | Становништво са другим религијама различитим од претходних                                       | 30       |
| 146 | Становништво без религије                                                                        | 2757     |
| 147 | Укупно пописаних домаћинства                                                                     | 12085    |
| 148 | Пописна домаћинства на челу са мушкарцима                                                        | 8211     |
| 149 | Пописна домаћинства на челу са женама                                                            | 3874     |
| 150 | Становништво у пописним домаћинствима                                                            | 45541    |
| 151 | Становништво у пописним домаћинствима на челу са мушкарцима                                      | 32742    |
| 152 | Становништво у пописним домаћинствима на челу са женама                                          | 12799    |
| 153 | Укупно домаћинстава                                                                              | 14379    |
| 154 | Укупно насељених домаћинстава                                                                    | 12258    |
| 155 | Укупно приватних кућа                                                                            | 14206    |
| 156 | Насељени приватни домови                                                                         | 12085    |
| 157 | Укупно насељених приватних кућа                                                                  | 12250    |
| 158 | Ненасељене приватне куће                                                                         | 1250     |
| 159 | Појединачна домаћинства за привремену употребу                                                   | 871      |
| 160 | Становници у насељеним приватним кућама                                                          | 45541    |
| 161 | Насељеност станара у приватним становима                                                         | 3.77     |
| 162 | Просечно становника по соби у приватним насељеним домаћинствима                                  | 1.03     |
| 163 | Појединачна домаћинства са подовима од различитих материјала од земље                            | 11501    |
| 164 | Појединачна домаћинства у приземљу                                                               | 505      |
| 165 | Појединачна домаћинства са једном спаваћом собом                                                 | 4568     |
| 166 | Појединачна домаћинства са две спаваће собе и више                                               | 7450     |
| 167 | Појединачна домаћинства са једним собом                                                          | 2151     |
| 168 | Појединачна домаћинства са две собе                                                              | 1730     |
| 169 | Појединачна домаћинства са 3 собе и више                                                         | 8125     |
| 170 | Појединачна домаћинства која имају електрично светло                                             | 12004    |
| 171 | Појединачна домаћинства која немају електрично светло                                            | 16       |
| 172 | Појединачна домаћинства која имају водоводну воду у стамбеном простору                           | 9967     |
| 173 | Појединачна домаћинства која немају водоводну воду у стамбеном простору                          | 2038     |
| 174 | Појединачна домаћинства која имају тоалет                                                        | 12001    |
| 175 | Појединачна домаћинства која имају канализацију                                                  | 11936    |
| 176 | Појединачна домаћинства која немају канализацију                                                 | 67       |
| 177 | Појединачна домаћинства која имају електрично светло, довод воде из јавне мреже и канализацију   | 9925     |
| 178 | Појединачна домаћинства без икаквих услова                                                       | 110      |
| 179 | Појединачна домаћинства која имају радио                                                         | 10073    |
| 180 | Појединачна домаћинства која имају телевизор                                                     | 11438    |
| 181 | Појединачна домаћинства која имају фрижидер                                                      | 10055    |
| 182 | Појединачна домаћинства која имају машину за веш                                                 | 6783     |
| 183 | Појединачна домаћинства која имају аутомобил или комби                                           | 5041     |
| 184 | Појединачна домаћинства која имају рачунар                                                       | 5075     |
| 185 | Појединачна домаћинства која имају фиксну телефонску линију                                      | 5875     |
| 186 | Појединачна домаћинства која имају мобилни телефон                                               | 9714     |
| 187 | Појединачна домаћинства која имају приступ интернету                                             | 3303     |